# Gerhard Jilka
Gerhard Georg Jilka (* 12. Juni 1961 in Nördlingen) ist ein deutscher Schauspieler, Sänger, Theaterregisseur und Synchronsprecher.

## Leben
Jilka absolvierte von 2001 bis 2004 ein Schauspielstudium am Zinner-Studio in München. Als Schauspieler war er unter anderem in den Fernsehreihen Tatort, Aktenzeichen XY … ungelöst und SOKO 5113 zu sehen. Als Theaterschauspieler wirkte er in Stücken wie Jedermann, Der Brandner Kaspar und Urfaust mit. Zudem führte er bei mehreren Stücken Regie, unter anderem bei Ein Sommernachtstraum. Als Synchronsprecher ist Jilka unter anderem in den Fernsehserien One Piece, Community und Phineas und Ferb zu hören. Er tritt in Werbespots eines Versandhandelsunternehmens auf.

## Filmografie (Auswahl)
- 2006–2007: Aktenzeichen XY … ungelöst (zwei Folgen)
- 2012: Um Himmels Willen
- 2012: Tatort – Der tiefe Schlaf
- 2013–2017: SOKO München (zwei Folgen)
- 2013: Heiter bis tödlich: Hubert und Staller
- 2014: Die Rosenheim-Cops – Mord nach allen Regeln der Kunst
- 2014: Kommissarin Lucas – Kettenreaktion
- 2023: SOKO Linz – Spurlos

## Theater

### Schauspielrollen
- 1990/2005: Jedermann
- 1992: Der Brandner Kaspar
- 1994: Krabat
- 1994: Maria Stuart
- 1996: Urfaust
- 1996: Die Farm der Tiere
- 2000: Königlich Bayerisches Amtsgericht
- 2004: Die Dreigroschenoper
- 2006: Der zerbrochne Krug
- 2013: Die 39 Stufen

### Regie
- 2010: Ein Sommernachtstraum
- 2011: In 80 Tagen um die Welt
- 2012: Der Geizige

## Synchronisation (Auswahl)

### Filme
- 2000: Jack McGee als Earl in Coyote Ugly
- 2005: Mikael Rahm als Holmfried in Wie im Himmel
- 2006: Bernard Métraux als Verleihnix in Asterix und die Wikinger
- 2007: als William Dalton in Lucky Luke – Auf in den Wilden Westen
- 2009: Tom Barrenger in Stilleto
- 2010: Diedrich Bader als Comet in Santa Pfotes großes Weihnachtsabenteuer
- 2011: Jeff Marsh als Major Francis Monogram in Phineas und Ferb: Quer durch die 2. Dimension
- 2011: Ivan Reitman als TV-Regisseur in Freundschaft Plus
- 2013: John Rhys-Davies in 100 Below
- 2014: François Morel als Verleihnix in Asterix im Land der Götter
- 2015: Danny DeVito in Just add Water - Das Leben ist kein Zuckerschlecken
- 2017: Larry the Cable Guy als Hook (im Original: Mater) in Cars 3 - Evolution
- 2019: François Morel als Verleihnix in Asterix und das Geheimnis des Zaubertranks
- 2019: Don Rickles als Charlie Naseweis in A Toy Story: Alles hört auf kein Kommando
- 2020: Obi Abili als Butchco in 21 Bridges

### Serien
- seit 2003: Keisuke/Eiji Takemoto als Fangschrecke/Doberman in One Piece
- 2005: Eiji Takemoto als Rossio in One Piece
- 2006: Eiji Takemoto als Pastor-Zombie in One Piece
- 2006: Isshin Chiba als Mondsichel in One Piece
- 2006–2009: Daran Norris als Dick Daring in Tauschrausch
- 2006–2011: Greg Baker als Mr. Corelli in Hannah Montana
- 2007: Dee Bradley Baker als Schrauber in Meister Mannys Werkzeugkiste
- 2007–2015: Jeff Marsh als Major Francis Monogram in Phineas und Ferb
- 2009: Eiji Takemoto als Teppichbär-Zombie in One Piece
- 2010: Eiji Takemoto als Greisbaum-Zombie/Marinekapitän in One Piece
- 2010–2012: Greg Baker als Burger Pitt in Tripp’s Rockband
- 2011–2013: Hisao Egawa/Unshô Ishizuka als Don George/Lauro in Pokémon
- 2012: Jeff Marsh als Jeff "Swampy" Marsh in Phineas und Ferb
- 2012–2015: Richard Erdman als Leonard in Community
- 2014: Wade Williams als Max Leonard in The Night Shift
- seit 2014: Gary Cole als John Shepherd in Family Guy
- 2015: Kenjirou Tsuda als Nicolas Brown in Gangsta.
- 2015–2018: Kadeem Hardison als Craig Cooper in K.C. Undercover
- 2019–2022: Troy Baker als Grime in Disney Amphibia
- 2024: Tim Alexander als Baron Mildenhall in Der Unglaubliche Digitale Zirkus

### Videospiele
- 2014: Sean Schemmel als Lucario in Super Smash Bros. for Nintendo 3DS / for Wii U
- seit 2016: Darin de Paul als Reinhardt in Overwatch,
- 2018: Sean Schemmel als Lucario in Super Smash Bros. Ultimate

## Diskografie
- 2016: Weißer Stern von Alcunar
- 2017: Hand in Hand im Wunderland (Duett mit Ricarda)

Bei beiden Stücken handelt es sich um Werbemusik eines Versandhandelsunternehmens.